# UniBG
УниБГ (на английски: UniBG) е исторически най-голямата IRC мрежа в България, първоначално наречена „Университетска БГ мрежа“, защото първите сървъри са пуснати от университети, но впоследствие с включването към нея на по-големите български ISP-та е наричана от част от потребителите и „Обединена българска мрежа“. Двете значения на съкращението се използват паралелно.
През първата половина на 2006 година УниБГ вечерно време надхвърля 50 000 потребители, като се задържа няколко години между 5-о и 7-о място в света по посещаемост според независимата статистика на irc.netsplit.de Архив на оригинала от 2019-01-13 в Wayback Machine.. В самото начало на следващото десетилетие обаче, УниБГ вече е далеч от най-добрите си дни и се разпада на 2 части. Към момента единствената мрежа, носеща името УниБГ наброява малко над 400 потребителя.

## История
В началото на 1996 година, Делиан Делчев (Delian) започва опити на Линукс ядро (на английски: Linux kernel) „1.1.х“ за компилиране на „IRCNet“-ска версия на „IRCD“ за BSD базирани системи. Почти нищо не работи, но все пак първият сървър е налице. Паралелно, Румен Свободников (Roumen) прави подобни опити за сървър и има сходни проблеми. Намесва се Милен Свободников (Milen), който изчиства част от програмния код и успяват да свържат двата сървъра (т.е. софийски и варненски сървър). Малко след това се появява и бургаски сървър пуснат от Станислав Симеонов (Bullite) и неговия студент Христо (JackDeen). Така се слага началото на първата по рода си българска IRC мрежа.
Нерегламентираната промяна на софтуера от някои администратори довежда до изгонването им и взимането на решение през 1998 година за унифициране на използвания софтуер. Избрани са ircd-hybrid и подходящият за тях hybserv Архив на оригинала от 2007-01-20 в Wayback Machine. „services“ – „услуги“, за регистриране на „канали“ и „псевдоними“, които са въведени между август 1998 г. и началото на 1999 г. Несъвместимостта на новия софтуер със стария довежда до отпадането на част от сървърите, които не са искали да направят промяната. С новия софтуер идват и нови сървъри, нови администратори и УниБГ става поле на множество дразги и лични конфликти. Децентрализираният характер на мрежата не позволява определена личност да ръководи всичко, по-скоро мрежата се разделя на полюси. Разделението довежда до сцепването на мрежата на две подмрежи през средата на септември, 2000 година. Конкретните причини са разногласия между две групи администратори и разработчици.
През годините на използване на „ircd-hybrid“ и „hybserv“, двата софтуера биват променени, понякога не толкова удачно, което довежда до прекалено отдалечаване на използвания софтуер от официалните версии. Последователното отказване на старите разработчици довежда до дългогодишен технически застой. Никой не иска да се заеме с модернизирането на мрежата поради сложността и количеството работа.
В началото на 2005 година става ясно, че старият софтуер е неспособен да поеме натоварването от тогавашните почти 40 000 потребители. Евлоги Петров (ongeboren) прави внимателни и минимални промени по ircd-ratbox 2.1, които имат за цел въпреки непълната съвместимост на „ircd-ratbox“ с много старият (от 1998 година) „ircd-hybrid6.0“ да позволят плавното му подменяне посредством няколко последователни етапа. Първият сървър (irc.spnet.net) е мигриран към „ircd-ratbox“ през юни 2005 година, което указва мигновено подобрение на мрежата, „services“ вече могат да се използват и вечерно време. Въпреки очевидната полза от новия софтуер, въвеждането му среща остра съпротива сред администраторите с нулеви технически познания. След дълги месеци, през които сървърите на мрежата са десинхронизирани един от друг и последният „ircd-hybrid“ е премахнат. Това става през март 2006 година, когато потребителите надвишават 50 000. Оттогава УниБГ следва плътно официалните версии на „ircd-ratbox“, като се поддържа набор от допълнения (patchset), съдържащ специфичните и задължителни за УниБГ промени.
След модернизирането на сървърите, следва и редът на услугите (services), които също от 8 години не са подновявани. Това обаче е доста по-сложна задача и по нея се работи вече повече от една година, броено от началото на 2006 година. Избрани са ratbox-services Архив на оригинала от 2011-10-01 в Wayback Machine., които имат най-добра съвместимост с „ircd-ratbox“ и имат много лесен и недвусмислен програмен код и са написани от професионален програмист, за разлика от „hybserv“, който е писан от начинаещ програмист. Започва сътрудничество между УниБГ разработчиците Евлоги Петров и „Lee Hardy“, разработчика написал „ircd-ratbox“ и „ratbox-services“. Голяма част от УниБГ специфичните промени са приети в официалната версия.
В следващите няколко години УниБГ започва главоломно да върви на долу. На няколко пъти е компрометирана базата данни с потребители и техните пароли, спазването на някакви правила се превръща в мит, липсва почти всякаква администраторска поддръжка, а някога популярния IRC протокол вече отстъпва позиции пред по-модерни и опростени (user-friendly) методи за комуникация. Публична тайна е и че в началото на 2006 година базата данни с потребителски пароли е открадната, а няколко месеца по-късно бива масово разпространена. Поради липса на e-mail верификация при наследените от „Hybrid“ ерата псевдоними – това се превръща в най-големия катаклизъм някога усещан в УниБГ.
Няколко души, сред които Николай Абромов (minix, nabromov), Андрей Андреев (Narf) все пак се опитват все пак да направят нещо положително в УниБГ. Проекти реализирани от тях са „IRC via SSL“, услуги за спиране на масови „flood“ и „drone“ атаки, както и премахването на една от най-проблемните длъжности в историята на мрежата – „операторите“.
От някогашните 50 000 потребители обаче, бройката в края на 2009 година вече е по-малко от 5000. Множеството проблеми и конфликти в управлението на мрежата, в крайна сметка водят до нова страница в историята на УниБГ. В началото на февуари 2010 година, мрежата претърпява вторият си голям „сплит“, в резултат се сформират 2 отделни мрежи – „UniBG.org“ и „UniBG.eu“.
Името „UniBG.org“ всъщност се използва за по-голяма яснота в историята и продължава да съществува още около 2 години и половина под други имена, основно наричана „другата мрежа“ в „UniBG.eu“ средите. „UniBG.org“ все още използва гореспоменатата крадена база данни, което заедно с безразборното присъединяване на нови сървъри, администратори и т.н., води до все повече нарастващи конфликти. В началото на септември 2012 година, водената и без това вече за „парче“ от старото УниБГ, мрежата се разцепва отново. Неофициално, това е смятано и за краят на едновременното съществуването на два отделни „клона“ на УниБГ.
„UniBG.eu“ от своя страна започва на чисто – без стари и крадени потребителски данни. Мрежата става една от първите поддържащи изцяло SSL на все още стандартизиращите се портове 6679 и 6697, а всяка връзка между два сървъра става задължително през SSL. Използва се също и нова, написана специално за „UniBG.eu“ „Seen“ услуга. А друго нововъведение са „псевдонимите“ на кирилица– четяща се само чрез „CP1251“, но поддържана от всички услуги в мрежата, въпреки че това не се поддържа от официалния IRC стандарт. Конфликти в мрежата не липсват, но те се отнасят единствено до вижданията за политиката на мрежата и не се усещат от потребителите.
Новостите са плюс, но за вече прекалено малко потребители. С едно изключение, размерите на всички IRC мрежи по света намаляват и това изключение не е „UniBG.eu“. Въпреки наличието на над 1200 при разделянето от 2010 година, потребителите в мрежата вече трудно се доближават до 500 в „пиковите часове“.

## Списък на сървърите в UniBG
| irc.UniBG.org                                                      | София   | UniBG.org   |  |  |  |  |  |  |
| irc.omega.bg                                                       | София   | Omega       |  |  |  |  |  |  |
| irc.techno-link.com                                                | София   | Techno-Link |  |  |  |  |  |  |
| irc.spnet.net                                                      | София   | A1          |  |  |  |  |  |  |
| irc.lt-tech.org                                                    | Търново | А1          |  |  |  |  |  |  |
| irc.sellinet.net                                                   | Варна   | Нетера      |  |  |  |  |  |  |
| irc.data.bg                                                        | София   | Data.BG     |  |  |  |  |  |  |
| irc.lirex.com                                                      | София   | Lirex Ltd.  |  |  |  |  |  |  |
| irc.BGChat.net                                                     | София   | Telepoint   |  |  |  |  |  |  |
| irc.itdnet.net Архив на оригинала от 2005-12-14 в Wayback Machine. |         |             |  |  |  |  |  |  |

Non-SSL портове: 6667
SSL портове: +6697